# 三國志III
《三國志III》，是光荣（现为光榮特庫摩）所發售的歷史模擬遊戲，屬於三國志系列遊戲中的第三作。在家用遊戲主機版發售後，同樣被移植到PC版。
遊戲BGM延續前作，仍由向谷實作曲。遊戲的人物頭像由正子公也所繪製，這也是他為光榮遊戲首次繪製的作品。
2006年2月23日發售的《三國志DS》，是基於本作製作開發的。

## 簡介

### 與前作的不同點
1. 本作與前作最大的不同，是遊戲目標由統治各個國，變更為統治當時中國的各個主要都市。本作中，玩家最多可同時控制8位君主；前作中有一部分君主是NPC，而本作後已可選擇全部君主。
2. 本作區分武将的身分，而武将的能力値更細分為「智力」「政治」「武力」「魅力」「陸指」（陸戰指揮力）「水指」（海戰指揮力）。
3. 新增了諸葛亮死後的劇本。
4. 登場武将数比起前作大幅増加到531人（若包含事件登場的武将貂蝉，則為532人）。然而，孔明死後的最後劇本，登場人物相當少，玩家若不加速統一中國的攻略速度，會有武將數不足的困擾（此一問題在『三國志DS』中，可通過追加武将的功能解決）。
5. 本作中最後一名登場的武將是司馬炎，因其設定在265年登場，又被稱為「幻之武將」（幻の武将）。
6. 延續前作的新君主與部下新武将功能在本作登場，但本作改為在遊戲開始前即可登錄新君主與武将。

### 指令
本作將戰略面的指令再細分，（如軍事的「徵兵」、「募兵」、「訓練」、「戰争準備」、「輸送」；内政的「開發」、「耕作」、「治水」（包含灌溉）、「商業」），並依照武將文武官的身分不同，對應執行不同種類的指令，並以月初報告書的形式顯示上月執行命令後的成果。
而本作於戰術面擴大了戰場的範圍，除了都市的城鎮戰、古戰場的野戰外，攻擊方與防禦方與國境間可以選擇野戰。另外，前作中僅限於開戰初期的單挑指令，本作中改為常設指令，且可選擇任意對手武將。計策指令新增了「陷阱」「假傳令」（偽伝）「Friendly fire」（同士討ち）等。

### 關於身分
如上文所述，本作開始將三國志系列的武将身分概念導入遊戲中（三國志II一勢力僅能任命一名軍師）。
本作中，武將的身分劃分為「軍師」、「将軍」、「武官」、「文官」四種。「武官」「文官」是全武将都能任命，而「軍師」和「将軍」有以下的基本能力値限制。
- 「軍師」：智力或政治80以上。
- 「将軍」：兩種條件至少滿足一種
  1. 武力85以上
  2. 武力70以上，和「魅力+（陸指+水指再÷2）」120以上

此外，四個身分有以下的限制。
- 如果任命「武官」或「文官」為太守，遊戲設定該都市將自動進入委任状態，任命「軍師」或「将軍」為太守，可以解決都市被強制委任的問題（直轄）。
- 「軍師」與「将軍」可以執行全部指令，但每個月都需下令一次。
- 「文官」僅能執行内政系，不能帶兵;「武官」僅能執行軍事系指令。

- 然而，一部分的命令最多可以連續6個月實行，然而如果的委任狀態的郡，文官、武官無論是否作為太守，有可能因為自動作出多個月指令而作為長期僱用，無法即時解僱，除非將他轉為其他身份。

- 如果武將由「武官」或「文官」被任命為「將軍」或「軍師」，即為升職，該武將對君主的忠誠度、士氣會上升，反之則為降職，忠誠度、士氣下降。

此外PC版的将軍可以授與稱號，如歷史中真實存在的「驃騎将軍」「前後左右将軍」等。

## 劇本
括號内是SFC、MD、MCD、PCE版的標題。
1. 靈帝没し董卓の暴政極まる（反董卓連合軍結成） 189年
2. 天下乱れ群雄全土に割拠す（群雄割據、乱世再起） 194年
3. 劉備雌伏し、新野に借城す（曹孟徳步向覇道） 201年
4. 臥龍中原に舞い天下を望む（智謀之人諸葛孔明） 208年
5. 孫權独立し三国の鼎立成る（劉玄徳蜀漢建國） 221年
6. 姜維、亡き孔明の志を継ぐ（三国鼎立崩壊的預兆） 235年

僅存在於部分機種
1. 黄巾興りて英雄青雲を抱く（黄巾之乱） 184年

- 存在於MCD、PCE、DS版，括號内是MCD、PCE版的標題。黄巾之乱的題材是此劇本的主題，但MCD、PCE版沒有黃巾之亂的重要君主張角及其黨羽；而奉命鎮壓叛亂的何進，卻有被追加為君主。另外，在DS版追加了張角、丁原、士燮等君主。

在MCD與PCE等機種上搭配了有CD-ROM販售，在當時的遊戲算是先驅。本作也是光榮三國志系列遊戲開始有黄巾之乱劇本的版本。其它如：追加有武将簡介的「武将列傳」、DS版雖與其他家用遊戲主機版使用相同的遊戲卡帶，但由於遊戲主機的硬體技術提升，所以遊戲卡帶的容量大幅増加。所以相較於其他機種版本，在DS版追加了原創的遊戲特效。

## 官方中文版
1994年4月20日，臺灣第三波文化事業股份有限公司（現已不存）代理發行了中文化版，第三波另加了副標題為：「三國志英雄譚」。

## 音樂商品
原聲音樂於1991年以CD形式發售。曲名如下所列。
1.星辰
開局曲。
2.蒼天黄土
遊戲開始初期，玩家國力尚未壯大時，於主遊戲畫面的曲子。
3.英傑決起
玩家国力成長至第2階段時，於主遊戲畫面的曲子。
4.使者奉迎
使者来訪時的曲子。
5.旗鼓之間
野戰時的曲子。
6.勝利之喊声
勝利時的曲子。
7.蛟龍雌伏
玩家国力成長至第3階段時，於主遊戲畫面的曲子。
8.現下喫緊
事件發生時的曲子。
9.疾風迅雷
玩家国力成長至第4階段時，於主遊戲畫面的曲子。
10.劣勢
戰鬥陷入不利時的曲子。
11.落陽
敗北時的曲子。
12.彷徨
玩家流浪中，於主遊戲畫面的曲子。
13.深憂
君主死亡時，選擇繼任者時的曲子。
14.傾国之美姫
15.空水悠久
玩家国力成長至第5階段時，於主遊戲畫面的曲子。
16.焰之城壁
攻城戰的曲子。
17.帝
皇帝事件的曲子。
18.皇宮之宴
成為最高位：皇帝時，於主遊戲畫面的曲子。
19.波濤之攻防
海戰時的曲子。
20.星辰――リプライズ
另外，在超級任天堂版使用的音源也以CD發售：
- 光栄オリジナルBGM集Vol.7 三國志III/スーパーロイヤルブラッド KECH-1032